# 荒本

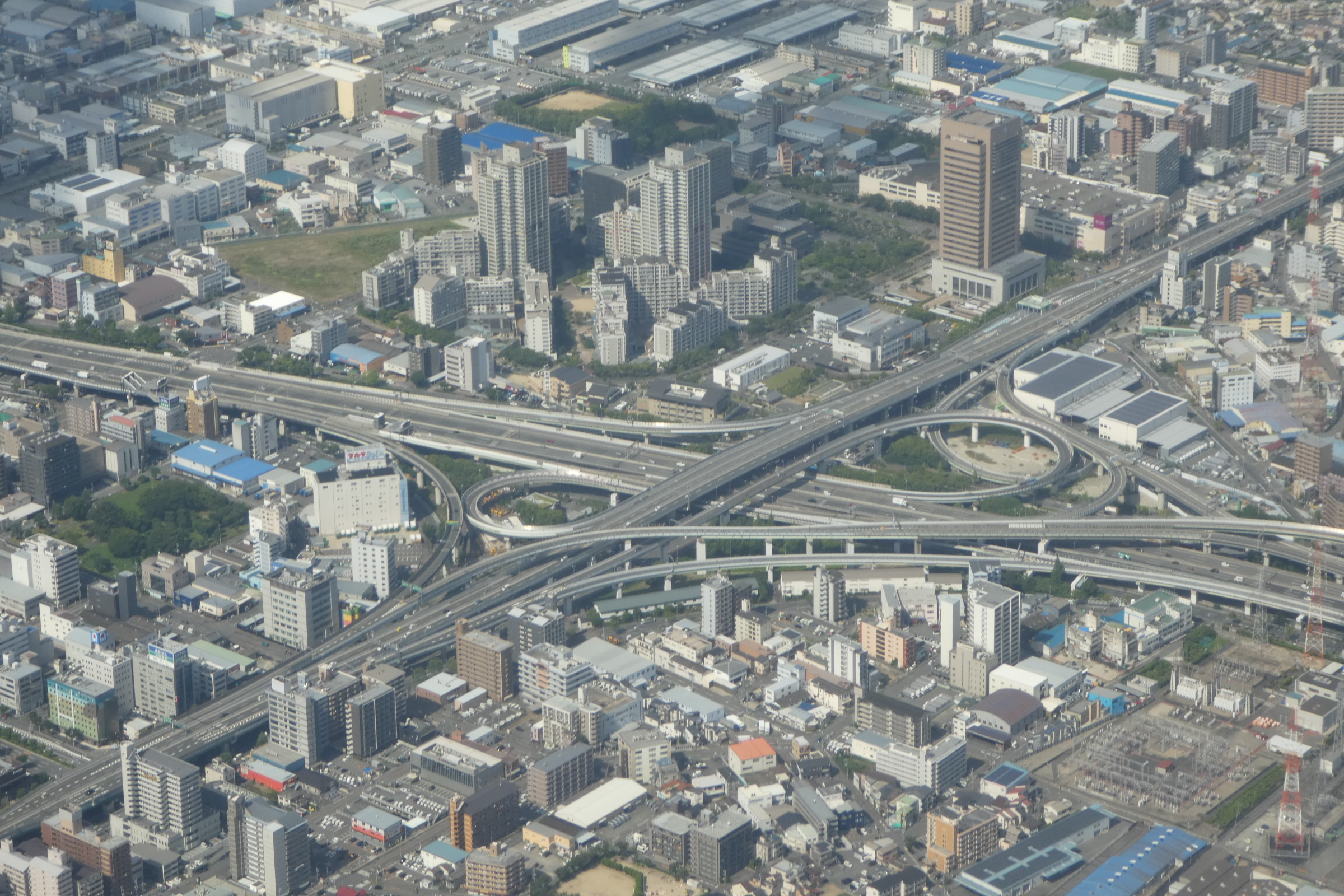
東大阪JCT

荒本（あらもと）とは、大阪府東大阪市の地名、および周辺一体の地域を指す。

## 概要

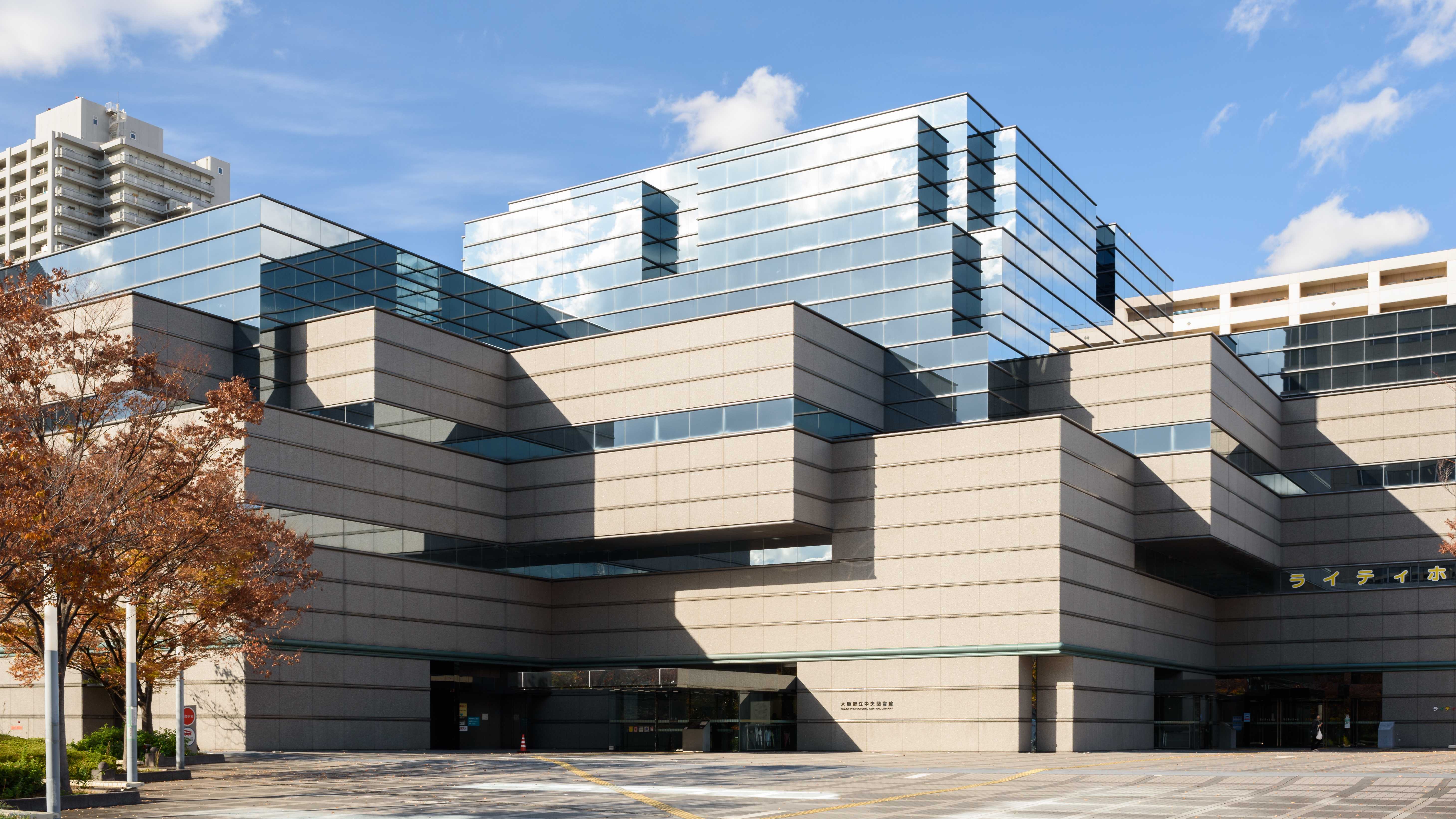
大阪府立中央図書館

もとは河内国若江郡荒本村だった地域であり、近代以降は中河内郡意岐部村（→布施市→東大阪市）の一部となる。
現在の住所表記としては、荒本以外に荒本北、荒本西、荒本新町がある。また、荒本は菱屋東内に飛び地が存在する。
1982年に発表された大阪府の新都心計画で、豊中市の千里中央、堺市の中百舌鳥とともに、当地が「大阪府の新都心」として位置付けられることになった。これを受けて、東大阪市総合庁舎や大阪府立中央図書館が当地に建立された。最寄り駅は、近鉄けいはんな線の荒本駅（東大阪市役所前）である。
北側には府営東大阪春宮住宅（春宮団地）があり、嘗ては市役所の東側にはイオン東大阪店があった。
東西には、阪神高速13号東大阪線と国道308号、西側には近畿自動車道と府道大阪中央環状線が南北に通っており、阪神高速道路と近畿道が交差する地点には東大阪JCTが設けられており、道路交通の要所となっている。また、東大阪JCTの真下には、国道308号と府道大阪中央環状線も交差しており、両道路とも東行、西行、北行、南行と道路が分かれていることから、4つの交差点を成しており、交差点名も「東荒本北」「東荒本南」「西荒本北」「西荒本南」と4つある。

## 地域・周辺情報
※上記以外の地域内の主な施設等を挙げる。
- 市営荒本住宅
- 大阪府立布施北高等学校
- 東大阪市立意岐部東小学校
- 玉泉院東大阪

※以下の施設は厳密には旧盾津町地域にあり、荒本地域ではない。
- 東大阪トラックターミナル
- 東大阪流通倉庫団地
- 大阪機械卸業団地
- 河内総合病院

## 交通
鉄道
- 近鉄けいはんな線 荒本駅
- 大阪モノレール本線 - 2033年度中に瓜生堂駅まで延伸し、荒本駅（仮称）が開業予定。

バス
- 近鉄バス 「荒本駅前」、「東大阪市役所前（府立図書館前）」、「春宮住宅」、「春宮住宅南口」
  - 荒本駅前停留所には、近鉄けいはんな線と平行に走る近鉄奈良線への路線が発着している（八戸ノ里駅、河内小阪駅、若江岩田駅など）。また、同様にけいはんな線をほぼ並行に走るJR学研都市線の鴻池新田駅や住道駅、かなり離れるが並行に走る京阪本線の萱島駅や近鉄大阪線の近鉄八尾駅への路線も発着している。

主要道路
※高速道路については地域外の近隣施設も挙げる。
- 近畿自動車道 東大阪北IC・東大阪南IC
  - どちらのICも2km以上離れている
- 阪神高速道路13号東大阪線 東大阪荒本ランプ・長田ランプ
- 国道308号
- 大阪府道2号大阪中央環状線
- 暗越奈良街道（大阪府道15号八尾茨木線）

なお、府道中央環状線が府道八尾茨木線をオーバーパスする高架橋は「荒本跨道橋」と名づけられている。